# Microhoria brisouti
Microhoria brisouti é uma espécie de insetos coleópteros polífagos pertencente à família Anthicidae.
A autoridade científica da espécie é Desbrochers des Loges, tendo sido descrita no ano de 1875.
Trata-se de uma espécie presente no território português.